# 蒙萊府
蒙萊府，是明代雲南承宣布政使司下轄的一個府，元至元二十七年三月己未，改蒙萊甸為蒙萊路軍民總管府，洪武十五年三月為府，後廢，治所即今緬甸北部瑞麗江南岸撣邦的莫洛（Molo）。